# Alkmene (manzana)
Alkmene es el nombre de una variedad cultivar de manzano (Malus domestica). 
Un híbrido del cruce de Cox's Orange Pippin x Geheimrat Doktor Oldenburg. Criado por M. Schmidt y H. Murawski durante la década de 1930 en el Kaiser-Wilhelm-Institut für Züchtungsforschung en Müncheberg, Brandeburgo Alemania. Las frutas son crujientes y jugosas con un sabor a 'Cox's Orange Pippin'.

## Sinonimia
- "Alkemene",
- "Early Windsor".

## Historia
'Alkmene' es una variedad de manzana, híbrido del cruce como Parental-Madre de Cox's Orange Pippin x polen como Parental-Padre Geheimrat Doktor Oldenburg. Criado por M. Schmidt y H. Murawski en el Kaiser-Wilhelm-Institut für Züchtungsforschung en Müncheberg, Brandeburgo Alemania. Introducido en los circuitos comerciales en 1962. Fue rebautizado como Early Windsor a mediados de la década de 1990 con fines de marketing.
'Alkmene' se cultiva en la National Fruit Collection con el número de accesión: 1977-092 y Accession name: Alkmene.

## Características
'Alkmene' árbol de extensión erguida, de vigor moderadamente vigoroso, portador de espuela. Tiene un tiempo de floración que comienza a partir del 30 de abril con el 10% de floración, para el 6 de mayo tiene una floración completa (80%), y para el 15 de mayo tiene un 90% caída de pétalos.
'Alkmene' tiene una talla de fruto medio; forma cónico redondo a redondo; con nervaduras muy débiles, y con corona débil; epidermis con color de fondo es amarillo verdoso, madurando a amarillo dorado, con un sobre color rojo naranja, importancia del sobre color bajo a medio, y patrón del sobre color rayado / moteado presentando lavado de rojo brillante a naranja en la cara expuesta al sol, con lenticelas grandes de color claro que son prominentes y abundantes en la cara roja, "russeting" (pardeamiento áspero superficial que presentan algunas variedades) de bajo a medio; la piel tiende a ser lisa y se vuelve grasienta en la madurez; ojo de tamaño grande, parcialmente abierto y asentado en una cuenca ancha y poco profunda rodeada por una corona ligeramente abultada; pedúnculo corto y robusto se asienta en una cavidad estrecha y moderadamente profunda; carne es de color crema es de grano fino, crujiente, jugosa y generalmente densa. Sabor ligeramente agrio, con aroma a miel. Sabor similar al de 'Cox's Orange Pippin'.
Su tiempo de recogida de cosecha se inicia a finales de septiembre. Se mantiene bien durante dos meses en cámara frigorífica.

## Progenie
'Alkmene' a dado lugar a Desportes variedades cultivares de manzana:
- Ceeval
- Red Alkmene

## Usos
Esta variedad produce primeros frutos bastante jóvenes. Produce abundantes cosechas anualmente. Funciona bien en un huerto particular o como una variedad de jardín. Generalmente bien recibido para las ventas en granjas.
Una buena manzana de uso de postre fresca en mesa, y también buena manzana de cocina para pastelería.
También se puede utilizar en la elaboración de sidra con ºBrix: 12.9, y gravedad específica: 1.052

## Ploidismo
Diploide, auto estéril. Grupo de polinización: B, Día 7.

## Susceptibilidades
'Alkmene' es susceptible al fuego bacteriano y al cancro, resistente a la sarna del manzano y al mildiu.